# BRIT Awards 1984
La IV edizione dei  premi musicali britannici BRIT Awards si tenne nel 1984 a Londra, nel Grosvenor Hotel.

## Vincitori
- Miglior produttore britannico: Steve Levine
- Miglior registrazione di musica classica: Kiri Te Kanawa - "Songs of the Auvergne"
- Miglior artista internazionale: Michael Jackson
- Rivelazione britannica: Paul Young
- Cantante femminile britannica: Annie Lennox
- Gruppo britannico: Culture Club
- Cantante maschile britannico: David Bowie
- Best Selling Single: Culture Club - "Karma Chameleon"
- Outstanding contribution: George Martin
- The Sony award for technical excellence: Spandau Ballet